# راب دریکس
راب دریکس (انگلیسی: Rob Derikx؛ زادهٔ ۲۵ اوت ۱۹۸۲) بازیکن هاکی روی چمن اهل پادشاهی هلند است.